# Louis Carlen
Louis Carlen, né le 17 janvier 1929 à Brigue (originaire de Reckingen, Gluringen et Brigue-Glis) et mort le 23 août 2022, est un juriste et personnalité politique suisse.

## Biographie
Louis Carlen naît à Brigue, en Haut-Valais (Suisse). Il étudie le droit à l'Université de Fribourg (études conclues avec doctorat en droit en 1955) et l'histoire à l'Université de Berne (où il obtient une licence en 1954), puis à Lausanne et à Paris.
En 1957, il ouvre une étude notariale et d'avocat à Brigue, où il est élu une année plus tôt au Conseil communal (exécutif, où il siège jusqu'en 1968). Il enseigne dès 1967 à la faculté de droit de l'université d'Innsbruck (dans le Tyrol autrichien). De 1971 à 1993, il est professeur ordinaire d'histoire du droit, de droit canonique et de droit dans la relation entre l'Église et l'État à l'Université de Fribourg. Il siège au Grand Conseil valaisan en tant que député chrétien-social entre 1961 et 1973. En 1985, il est récipiendaire du Prix culturel du Haut-Valais.